# Brasil Sem Miséria
Brasil Sem Miseria (pol. Brazylia Bez Ubóstwa) − program pomocy społecznej uruchomiony przez prezydent Dilmę Rousseff w Brazylii w 2011 roku, którego celem jest do roku 2014 wyprowadzić obywateli Brazylii ze skrajnego ubóstwa poprzez skierowanie pomocy do najbardziej ubogich regionów kraju. Projekt powstał jako rozszerzenie programu Bolsa Familia, działającego od 2003 roku.